# Hypsiboas benitezi
Hypsiboas benitezi és una espècie de granota que viu al Brasil, Veneçuela i, possiblement també, a Guyana.